# U-1230
U-1230 je bila nemška vojaška podmornica Kriegsmarine, ki je bila dejavna med drugo svetovno vojno.

## Zgodovina
8. oktobra 1944 je podmornica pričela svojo prvo in edini bojno patruljo. Tako je 29. novembra 1944 pri Hancock Pointu (Maine) izkrcala dva nemška vohuna. Na poti nazaj je 3. decembra potopila kanadski parnik Cornwallis in nato 13. februarja 1945 priplula v norveški Kristiansand.
Podmornica se je predala 5. maja 1945 v Heligolandu. V sklopu operacije Deadlight je bila 24. junija 1945 premeščena v Loch Ryan, kjer jo je 17. decembra 1945 potopila britanska fregata HMS Cubitt.

## Poveljniki
| Poveljniki |                                   |             |                               |
| Št.        | Čin                               | Ime         | Poveljstvo                    |
| 1.         | Kapitanporočnik (Kapitänleutnant) | Hans Hilbig | 26. januar 1944 - 9. maj 1945 |

## Tehnični podatki
| border="1" cellpadding="5" cellspacing="0" align="center"
|+Pregled karakteristik
|-
! style="background:#ffdead;" | Kategorije
! style="background:#ffdead;" | Podatki
|-
| Teža (t):
na površju
pod površjem
polna Teža
| 
1.120
1.232
1.545

|-
| Dolžina (m) - tlačni trup (m)
| 76,76 - 58,75
|-
| Širina (m) - tlačni trup (m)
| 6,86 - 4,44
|-
| Izpodriv (m)
| 4,67
|-
| Višina (m)
| 9,6
|-
| Moč (hp):
na površju
pod podvršjem
| 
4.400
1.000

|-
| Hitrost (vozlov):
na površju
pod podvršjem
| 
19
7,3

|-
| Doseg (milja/vozel):
na površju
pod podvršjem
| 
13.850/10
63/4

|-
| Torpeda/Torpedne cevi
| 22/6 (4 na premcu, 2 na krmi)
|-
| Krovni top (mm)
| 105 (110 granat)
|-
| Mine
| 44 TMA
|-
| Posadka
| 48-56
|-
| Maksimalni potop (m)
| 230
|-
|}